# Champions de France de natation en bassin de 50 m du 400 m nage libre
Cet article contient une liste des champions de France de natation en bassin de 50 m du 400 m nage libre ainsi que diverses informations associées.

## Liste
| Championnat | Lieu                                            | Athlète                                | Naissance | Âge   | Club                                   | Temps                       |
| ----------- | ----------------------------------------------- | -------------------------------------- | --------- | ----- | -------------------------------------- | --------------------------- |
| 1920        | Paris Bassin Niclausse                          | Paul Vasseur                           |           |       | CN Nice                                | 6 min 23 s 6                |
| 1921        | Strasbourg                                      | Marcel Pernot                          |           |       | Libellule de Paris                     | 6 min 24 s 0                |
| 1922        | Tourcoing                                       | Henri Padou                            |           |       | EN Tourcoing                           | 5 min 56 s 0                |
| 1923        | Arras                                           | Henri Padou                            |           |       | EN Tourcoing                           | 6 min 10 s 6                |
| 1924        | non disputé                                     |                                        |           |       |                                        |                             |
| 1925        | Paris Les tourelles                             | Henri Padou                            |           |       | EN Tourcoing                           | 5 min 43 s 0                |
| 1926        | Paris Les tourelles                             | Albert Vandeplancke                    |           |       | EN Tourcoing                           | 5 min 49 s 0                |
| 1927        | Paris Les tourelles                             | Jean Taris                             | 1909      | 18    | SCUF                                   | 5 min 34 s 2                |
| 1928        | Paris Les tourelles                             | Albert Vandeplancke                    |           |       | EN Tourcoing                           | 5 min 23 s 0 RF             |
| 1929        | Paris Les tourelles                             | Jean Taris                             | 1909      | 20    | SCUF                                   | 5 min 02 s 6                |
| 1930        | Paris Les tourelles                             | Jean Taris                             | 1909      | 21    | SCUF                                   | 5 min 06 s 2                |
| 1931        | Paris Les tourelles                             | Jean Taris                             | 1909      | 22    | individuel                             | 5 min 07 s 6                |
| 1932        | Marseille Chevalier Roze Sport (25 m)           | Jean Taris                             | 1909      | 23    | individuel                             | 4 min 50 s 8                |
| 1933        | Paris Les tourelles                             | Jean Taris                             | 1909      | 24    | CN Paris                               | 5 min 01 s 6                |
| 1934        | Paris Les tourelles                             | Jean Taris                             | 1909      | 25    | CN Paris                               | 4 min 58 s 0                |
| 1935        | Bordeaux                                        | Jean Taris                             | 1909      | 25    | CN Paris                               | 5 min 12 s 4                |
| 1936        | Paris Les tourelles                             | Jean Taris                             | 1909      | 27    | CN Paris                               | 4 min 59 s 5                |
| 1937        | Paris Les tourelles                             | René Cavalero                          |           |       | CN Paris                               | 5 min 11 s 6                |
| 1938        | Paris Les tourelles                             | Christian Talli                        |           |       | Dauphins du TOEC                       | 5 min 03 s 0                |
| 1939        | Paris Les tourelles                             | Christian Talli                        |           |       | Dauphins du TOEC                       | 5 min 08 s 8                |
| 1940        | non disputé                                     |                                        |           |       |                                        |                             |
| 1941        | Toulouse                                        | Roland Pallard                         |           |       | Dauphins du TOEC                       | 5 min 14 s 6                |
| 1942        | Villeurbanne                                    | Alfred Nakache                         | 1915      | 27    | Dauphins du TOEC                       | 5 min 10 s 2                |
| 1943        | Toulouse Paris Les tourelles                    | Tony Hatot                             |           |       | RCF                                    | 5 min 14 s 4                |
| 1944        | Paris Les tourelles Tourcoing Toulouse Bordeaux | Roger Le Morvan                        |           |       | CN Paris                               | 5 min 24 s 0                |
| 1945        | Paris Les tourelles                             | Alex Jany                              | 1929      | 16    | Dauphins du TOEC                       | 5 min 09 s 5                |
| 1946        | Paris Les tourelles                             | Jehan Vallerey                         |           |       | Dauphins du TOEC                       | 5 min 09 s 2                |
| 1947        | Paris Les tourelles                             | Alex Jany                              | 1929      | 18    | Dauphins du TOEC                       | 5 min 01 s 4                |
| 1948        | Paris Les tourelles                             | Alex Jany                              | 1929      | 19    | Dauphins du TOEC                       | 5 min 00 s 4                |
| 1949        | Paris Les tourelles                             | Alex Jany                              | 1929      | 20    | Dauphins du TOEC                       | 4 min 52 s 6                |
| 1950        | Paris Les tourelles                             | Jean Boiteux                           | 1933      | 17    | Dauphins du TOEC                       | 4 min 49 s 8                |
| 1951        | Bordeaux                                        | Jean Boiteux                           | 1933      | 18    | Dauphins du TOEC                       | 4 min 41 s 2                |
| 1952        | Paris Les tourelles                             | Jean Boiteux                           | 1933      | 19    | Dauphins du TOEC                       | 4 min 51 s 8                |
| 1953        | Dijon                                           | Jo Bernardo                            |           |       | RCF                                    | 4 min 55 s 0                |
| 1954        | Paris Les tourelles                             | Jean Boiteux                           | 1933      | 21    | Dauphins du TOEC                       | 4 min 50 s 1                |
| 1955        | Bellerive-sur-Allier                            | Guy Montserret                         |           |       | UNI Constantine                        | 4 min 42 s 4                |
| 1956        | Paris Georges Vallerey                          | Jean Boiteux                           | 1933      | 23    | JUS Oran                               | 4 min 41 s 7                |
| 1957        | Paris Georges Vallerey                          | Guy Montserret                         |           |       | UNI Constantine                        | 4 min 43 s 0                |
| 1958        | Paris Georges Vallerey                          | Jean Boiteux                           | 1933      | 25    | G. de Bordeaux                         | 4 min 41 s 8                |
| 1959        | Alger                                           | Guy Montserret                         |           |       | Bridja S Alger                         | 4 min 34 s 2                |
| 1960        | Paris Georges Vallerey                          | Jean-Pascal Curtillet                  |           |       | Bridja S Alger                         | 4 min 40 s 2                |
| 1961 hiver  | Paris Piscine de Pontoise (33 s 33 m)           | Jean-Pascal Curtillet                  |           |       | Bridja S Alger                         | 4 min 45 s 5                |
| 1961 été    | Paris Georges Vallerey                          | Guy Montserret                         |           |       | Bridja S Alger                         | 4 min 38 s 9                |
| 1962 hiver  | Nancy                                           | Robert Christophe                      |           |       | CN Marseille                           | 4 min 49 s 5                |
| 1962 été    | Paris Georges Vallerey                          | Jean-Pascal Curtillet                  |           |       | Bridja S Alger                         | 4 min 38 s 4                |
| 1963 hiver  | Marseille Piscine Vallier (25 m)                | non disputé                            |           |       |                                        |                             |
| 1963 été    | Paris Georges Vallerey                          | Jean Pommat                            |           |       | Stade français                         | 4 min 32 s 1                |
| 1964 hiver  | Marseille Piscine Vallier (25 m)                | non disputé                            |           |       |                                        |                             |
| 1964 été    | Paris Georges Vallerey                          | Francis Luyce                          |           |       | Dunkerque Natation                     | 4 min 25 s 5 RF             |
| 1965 hiver  | Marseille Piscine Vallier (25 m)                | non disputé                            |           |       |                                        |                             |
| 1965 été    | Paris Georges Vallerey                          | Francis Luyce                          |           |       | Dunkerque Natation                     | 4 min 23 s 7                |
| 1966 hiver  | Le Mans (25 m)                                  | non disputé                            |           |       |                                        |                             |
| 1966 été    | Paris Georges Vallerey                          | Alain Mosconi                          |           |       | CN Marseille                           | 4 min 24 s 0                |
| 1967 hiver  | Caen (25 m)                                     | non disputé                            |           |       |                                        |                             |
| 1967 été    | Paris Georges Vallerey                          | Alain Mosconi                          |           |       | CN Marseille                           | 4 min 16 s 4                |
| 1968 hiver  | Montreuil                                       | non disputé                            |           |       |                                        |                             |
| 1968 été    | Paris Georges Vallerey                          | Jean-François Ravelinghien             |           |       | Stade français                         | 4 min 20 s 2                |
| 1969 hiver  | Toulouse                                        | Francis Luyce                          |           |       | Dunkerque Natation                     | 4 min 18 s 8                |
| 1969 été    | Paris Georges Vallerey                          | François Vigorito                      |           |       | CN Marseille                           | 4 min 17 s 6                |
| 1970 hiver  | Aix-en-Provence                                 | Gérard Letast                          |           |       | SA Verdun                              | 4 min 18 s 9                |
| 1970 été    | Paris Georges Vallerey                          | Alain Mosconi                          |           |       | CN Marseille                           | 4 min 19 s 4                |
| 1971 hiver  | Montreuil                                       | Gérard Letast                          |           |       | SA Verdun                              | 4 min 17 s 5                |
| 1971 été    | Paris Georges Vallerey                          | Alain Mosconi                          |           |       | CN Marseille                           | 4 min 16 s 9                |
| 1972 hiver  | Rouen (25 m)                                    | Patrick Moreau                         |           |       | Antony Sport                           | 4 min 13 s 4                |
| 1972 été    | Vittel                                          | Alain Mosconi                          |           |       | CN Marseille                           | 4 min 16 s 6                |
| 1973 hiver  | Paris Georges Hermant                           | Michel Rousseau                        | 1949      | 24    | ASPTT Paris                            | 4 min 16 s 83               |
| 1973 été    | Vittel                                          | Marc Lazzaro                           |           |       | CN Marseille                           | 4 min 12 s 91               |
| 1974 hiver  | Bordeaux                                        | Marc Lazzaro                           |           |       | CN Marseille                           | 4 min 07 s 56 RF            |
| 1974 été    | Paris Georges Vallerey                          | Marc Lazzaro                           |           |       | CN Marseille                           | 4 min 08 s 82               |
| 1975 hiver  | Troyes                                          | Marc Lazzaro                           |           |       | CN Marseille                           | 4 min 10 s 54               |
| 1975 été    | Paris Georges Vallerey                          | Marc Lazzaro                           |           |       | CN Marseille                           | 4 min 10 s 84               |
| 1976 hiver  | Tarbes                                          | Pierre Andraca                         |           |       | CN Antibes                             | 4 min 05 s 47 RF            |
| 1976 été    | Paris Georges Vallerey                          | Pierre Andraca                         |           |       | CN Antibes                             | 4 min 08 s 11               |
| 1977 hiver  | Rennes                                          | Pierre Andraca                         |           |       | CN Antibes                             | 4 min 03 s 19               |
| 1977 été    | Paris Georges Vallerey                          | Fabien Noël                            |           |       | Dunkerque Natation                     | 4 min 05 s 57               |
| 1978 hiver  | Lille                                           | Pierre Andraca                         |           |       | CN Antibes                             | 4 min 00 s 00               |
| 1978 été    | Laval                                           | Pierre Andraca                         |           |       | CN Antibes                             | 4 min 01 s 29               |
| 1979 hiver  | Nanterre                                        | Frédéric Sumeire                       |           |       | R Nogent                               | 4 min 06 s 26               |
| 1979 été    | Mulhouse                                        | Pierre Andraca                         |           |       | CN Antibes                             | 3 min 59 s 06 RF            |
| 1980 hiver  | Bordeaux                                        | Pierre Andraca                         |           |       | RCF                                    | 3 min 59 s 00               |
| 1980 été    | Brive-la-Gaillarde                              | Fabien Noël                            |           |       | Dunkerque Natation                     | 4 min 03 s 81               |
| 1981 hiver  | La Rochelle                                     | Pierre Andraca                         |           |       | RCF                                    | 3 min 59 s 19               |
| 1981 été    | Dunkerque                                       | Franck Iacono                          | 1966      | 15    | CN Fontainebleau                       | 3 min 59 s 64               |
| 1982 hiver  | Toulouse                                        | Franck Iacono                          | 1966      | 16    | RCF                                    | 4 min 01 s 05               |
| 1982 été    | Megève                                          | Thierry Boulonnois                     |           |       | ASC Saint-Germain-des-Fossés           | 4 min 05 s 37               |
| 1983 hiver  | Tours                                           | Dominique Bataille                     |           |       | CN Le Mans                             | 4 min 03 s 38               |
| 1983 été    | Bordeaux                                        | Franck Iacono                          | 1966      | 17    | RCF                                    | 3 min 57 s 49               |
| 1984 hiver  | Strasbourg                                      | Michel Pou                             |           |       | CN Nice                                | 4 min 02 s 69               |
| 1984 été    | Paris Georges Vallerey                          | Franck Iacono                          | 1966      | 18    | RCF                                    | 4 min 00 s 56               |
| 1985 hiver  | Aix-en-Provence                                 | Gilles Verlaguet                       |           |       | O. Nouméa                              | 4 min 00 s 04               |
| 1985 été    | Dunkerque                                       | Bruno Diederichs                       |           |       | SO Rosny                               | 4 min 00 s 68               |
| 1986 hiver  | Rennes                                          | Michel Pou                             |           |       | CN Nice                                | 3 min 59 s 44               |
| 1986 été    | Millau                                          | Franck Iacono                          | 1966      | 20    | RCF                                    | 3 min 56 s 87               |
| 1987 hiver  | Mulhouse                                        | Franck Iacono                          | 1966      | 21    | RCF                                    | 3 min 56 s 53               |
| 1987 été    | Strasbourg                                      | Franck Iacono                          | 1966      | 21    | RCF                                    | 3 min 59 s 51               |
| 1988 hiver  | Vittel                                          | Laurent Journet                        |           |       | Villeparisis Natation                  | 3 min 56 s 53               |
| 1988 été    | Dunkerque                                       | Franck Iacono                          | 1966      | 22    | RCF                                    | 3 min 55 s 14               |
| 1989 hiver  | Forbach                                         | Laurent Journet                        |           |       | Natation 66                            | 3 min 57 s 62               |
| 1989 été    | Paris Georges Vallerey                          | Laurent Journet                        |           |       | Natation 66                            | 3 min 55 s 12               |
| 1990 hiver  | La Rochelle                                     | Christophe Marchand                    | 1970      | 20    | RCF                                    | 3 min 52 s 12 RF            |
| 1990 été    | Narbonne                                        | Christophe Marchand                    | 1970      | 20    | RCF                                    | 3 min 53 s 77               |
| 1991 hiver  | Saint-Étienne                                   | Christophe Marchand                    | 1970      | 21    | RCF                                    | 3 min 55 s 61               |
| 1991 été    | Millau                                          | Christophe Bordeau                     | 1968      | 23    | EN Tours                               | 3 min 56 s 77               |
| 1992 hiver  | Dunkerque                                       | Christophe Marchand                    | 1970      | 22    | RCF                                    | 3 min 52 s 87               |
| 1992 été    | Mennecy                                         | Jean-Yves Faure                        |           |       | Montpellier UC                         | 3 min 58 s 15               |
| 1993 hiver  | Mennecy                                         | Yann de Fabrique                       | 1973      | 20    | CN Brunoy                              | 3 min 56 s 30               |
| 1993 été    | Paris Georges Vallerey                          | Bruno Orsoni                           |           |       | ASPTT Limoges                          | 3 min 57 s 73               |
| 1994 hiver  | Lille                                           | Christophe Marchand                    | 1970      | 24    | RCF                                    | 3 min 56 s 73               |
| 1994 été    | Aix-les-Bains                                   | Christophe Marchand                    | 1970      | 24    | RCF                                    | 3 min 56 s 41               |
| 1995 hiver  | Mennecy                                         | Lionel Rioual                          |           |       | CN Brest                               | 3 min 57 s 30               |
| 1995 été    | Canet-en-Roussillon                             | Christophe Bordeau                     | 1968      | 27    | EN Tours                               | 3 min 57 s 88               |
| 1996 hiver  | Dunkerque                                       | Yann de Fabrique                       | 1973      | 23    | AC Boulogne B.                         | 3 min 55 s 68               |
| 1996 été    | Montpellier                                     | Lionel Rioual                          |           |       | CN Brest                               | 3 min 57 s 80               |
| 1997        | Mennecy                                         | Christophe Marchand                    | 1970      | 27    | CS Clichy 92                           | 3 min 58 s 50               |
| 1998        | Amiens                                          | Yann de Fabrique                       | 1973      | 25    | AC Boulogne B.                         | 3 min 54 s 58               |
| 1999        | Dunkerque                                       | Sylvain Cros                           | 1980      | 19    | SN Strasbourg                          | 3 min 56 s 80               |
| 2000        | Rennes                                          | Sylvain Cros                           | 1980      | 20    | SN Strasbourg                          | 3 min 53 s 93               |
| 2001        | Chamalières                                     | Pieter van den Hoogenband Sylvain Cros | 1978 1980 | 23 21 | Pays-Bas CS Clichy 92                  | 3 min 51 s 03 3 min 53 s 62 |
| 2002        | Chalon-sur-Saône                                | Sylvain Cros                           | 1980      | 22    | CS Clichy 92                           | 3 min 52 s 98               |
| 2003        | Saint-Étienne                                   | Oussama Mellouli Nicolas Rostoucher    | 1984 1981 | 19 22 | CS Clichy 92 Mulhouse Olympic Natation | 3 min 52 s 34 3 min 52 s 84 |
| 2004        | Dunkerque                                       | Nicolas Rostoucher                     | 1981      | 23    | Mulhouse Olympic Natation              | 3 min 51 s 12               |
| 2005        | Nancy                                           | Nicolas Rostoucher                     | 1981      | 24    | Mulhouse Olympic Natation              | 3 min 50 s 80               |
| 2006        | Tours                                           | Nicolas Rostoucher                     | 1981      | 25    | Mulhouse Olympic Natation              | 3 min 49 s 08               |
| 2007        | Saint-Raphaël                                   | Sébastien Rouault                      | 1986      | 21    | CNO Saint-Germain-en-Laye              | 3 min 50 s 28               |
| 2008        | Dunkerque                                       | Nicolas Rostoucher                     | 1981      | 27    | CS Clichy 92                           | 3 min 48 s 07               |
| 2009        | Montpellier                                     | Nicolas Rostoucher                     | 1981      | 28    | CS Clichy 92                           | 3 min 46 s 28 RF            |
| 2010        | Saint-Raphaël                                   | Sébastien Rouault                      | 1986      | 24    | Mulhouse Olympic Natation              | 3 min 48 s 57               |
| 2011        | Strasbourg                                      | Yannick Agnel                          | 1992      | 19    | Olympic Nice Natation                  | 3 min 43 s 85 RF            |
| 2012        | Dunkerque                                       | Sébastien Rouault                      | 1986      | 26    | Mulhouse Olympic Natation              | 3 min 49 s 15               |
| 2013        | Rennes                                          | Ahmed Mathlouthi Benoît Debast         | 1989      | 24 24 | Tunisie AAS Sarcelles Natation 95      | 3 min 49 s 06 3 min 51 s 86 |
| 2014        | Chartres                                        | Yannick Agnel                          | 1992      | 22    | Olympic Nice Natation                  | 3 min 49 s 65               |